# Brändö-Uddskärs kapell
Brändö-Uddskärs kapell är en kyrkobyggnad på Brändöskär i Lule skärgård och Luleå kommun. Kapellet tillhör Nederluleå församling i Luleå stift.

## Historik
Det är ett enkelt timrat rödmålat kapell med en klocka på taket, uppfört år 1774. Kyrkklockan fanns ursprungligen i en fristående klockstapel (se bild), men då kapellet renoverades 1926–1927 satte man i stället klockan på taket och utsmyckade klockstapeln med en förgylld tupp.
Kapellets altartavla är målad av den lokale konstnären Erik Marklund och föreställer det stora fiskafänget från Johannesevangeliets 21:a kapitel.
I juli varje år hålls en söndagsgudstjänst i kapellet.